# Dicranomyia trinigrina
Dicranomyia trinigrina är en tvåvingeart som först beskrevs av Alexander 1940.  Dicranomyia trinigrina ingår i släktet Dicranomyia och familjen småharkrankar.
Artens utbredningsområde är Ecuador. Inga underarter finns listade i Catalogue of Life.